# Pierre Tremblay (pionnier)
Pour les articles homonymes, voir Pierre Tremblay.
Pierre Tremblay, né vers 1626 à Randonnai, village du Perche dans l'actuel département français de l'Orne, décédé le 14 avril 1687 à Baie-Saint-Paul (Québec), est un pionnier de la Nouvelle-France et l'ancêtre de tous les Tremblay d'Amérique du Nord.

## Biographie

### Origines et départ vers la Nouvelle-France
L'ancienne famille du Tremblay tenait la baronnie de Conturbis sous les cisterciens, située entre Randonnai et Bresolettes, et y possédait et exploitait une grande forge dans cette région. Ses parents, Philibert-Gilbert Tremblay et Jeanne Coignet, se marient le 3 octobre 1623 à l'église Saint-Firmin de Normandel, dans l'actuel département de l'Orne, en France. Quelques années après, en 1626, naît Pierre Tremblay dans le village voisin de Randonnai, à l'époque orthographié Randonnay. On ne connaît pas sa date précise de naissance car le registre des baptêmes de l'église Saint-Malo de Randonnai ne commence qu'en 1630. Son frère Guillaume Tremblay est baptisé le 16 novembre 1633 dans cette paroisse.
Le 9 avril 1647, Pierre accepte un engagement de trois ans pour le compte de Noël Juchereau de Québec pour aller travailler en Nouvelle-France. Pierre touchera 75 livres l'an. Pierre quitte pour toujours ses parents, amis, sa ferme familiale La Filionnière et la France. Le navire des armateurs P. Legardeur et Noël Juchereau se nomme « La Marguerite » et a une capacité de 70 tonneaux. Le 6 juin 1647, « La Marguerite » largue les voiles avec 4 autres navires. La traversée dure deux mois, jusqu'au 6 août.
Pierre se met au service de Noël Juchereau. Il prépare pendant 10 ans la fondation de son foyer. Pierre semble avoir gagné sa vie sur les quais de Québec, dans les magasins de Monsieur Juchereau, à manipuler des marchandises apportées de France. Puis il se dirige vers les côtes de Beaupré, peut-être chez les Gagnon ou chez Macé Gravel.

### Mariage

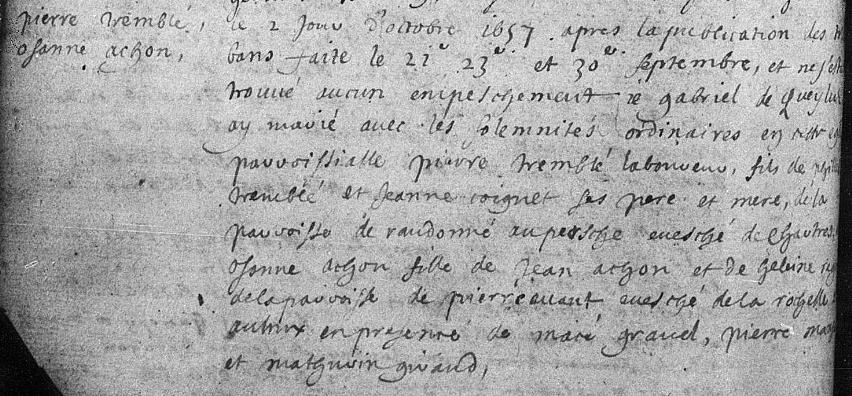
Acte de mariage.

Le 2 octobre 1657, Pierre épouse Ozanne-Anne Achon, fille de Jean et Hélène Regnaud, en présence de Léonard Pilote, les trois frères Gravel, Marguerite Gagnon, femme d'Éloi Tavernier, et Macé Gravel. La cérémonie est célébrée par l’abbé Gabriel de Queylus. Ozanne, née le 18 juillet 1633, à Chambon, était en Nouvelle-France depuis quelques mois seulement.
Après douze ans de travail dans la colonie, Pierre vient de trouver le lopin de terre qu'il lui faut aux limites du fief de Lothainville, aujourd'hui paroisse de L'Ange-Gardien, à l'est de l'église actuelle. Le 4 avril 1659, deux mois avant l'arrivée de Monseigneur de Laval, Pierre prend officiellement possession de ses deux arpents de front de terre sur le fleuve, à côté d'Adrien Hayot.
Pierre et Ozanne eurent 12 enfants à la Côte-de-Beaupré. Les espaces disponibles devenant rares dans cette région, Pierre Tremblay, en quête de terres favorables pour ses garçons, s'engage le 1er décembre 1678 pour 5 ans au service des propriétés de Monseigneur de Laval, à Baie-Saint-Paul.
Pierre déménage à Baie-Saint-Paul, après le 2 avril 1679, pour terminer la construction d'une ferme et s'occuper des animaux. Pierre devient un cadre au service des jésuites. Le 13 octobre 1685, sur le territoire actuel de Petite-Rivière-Saint-François, près de Baie-Saint-Paul, Pierre obtient du séminaire de Québec une concession de 9 arpents de front sur une lieue de profondeur, il y construit un moulin.
Pierre décède le 14 avril 1687 à Baie-Saint-Paul.

### Descendance
Le 18 mars 1710, Pierre Tremblay, son fils ainé, se porte acquéreur de la seigneurie des Éboulements, située sur la rive nord du Saint-Laurent. Sa descendance en maintiendra la propriété pendant un siècle exactement avant de la vendre aux de Sales Laterrière.

## Liens et bibliographie
- Association des Tremblay d'Amérique.
- Paul Médéric, Le père d'un peuple, 1957.
- Patrick Chevassu, Les Tremblay histoire d'un peuple.
- Paul Médéric, La Tremblaye millénaire, 1978 (ISBN 07757-2358-4).
- Pierre Tremblay, ancêtre de tous les Tremblay d'Amérique, s.l., Société historique du Saguenay, 1957.